# U 581
U 581 war ein deutsches U-Boot vom Typ VII C der deutschen Kriegsmarine, das im Zweiten Weltkrieg eingesetzt wurde. Auf der zweiten seiner beiden Unternehmungen im Atlantik versenkte es wahrscheinlich ein Hilfskriegsschiff mit 364 t, dessen 25 Besatzungsmitglieder alle starben. Am 2. Februar 1942 wurde es vor der Insel Pico (Azoren) versenkt, wobei vier Mann ums Leben kamen und 41 in britische Kriegsgefangenschaft gerieten, während sich ein Mann nach Pico retten konnte und zur Kriegsmarine zurückkehrte.

## Einsätze
Nach seiner Indienststellung am 31. Juli 1941 unter Kapitänleutnant Werner Pfeifer diente U 581 bis zum 30. November 1941 bei der 5. U-Flottille als Ausbildungsboot.
Am 13. Dezember 1941 lief U 581 von Kiel zu seiner ersten Unternehmung im Nordatlantik aus, bei der es keine Schiffe versenken oder beschädigen konnte. Am 24. Dezember 1941 lief es in Saint-Nazaire ein.
Zur zweiten Unternehmung verließ U 581 Saint-Nazaire am 11. Januar 1942, um nun im Mittelatlantik südwestlich der Azoren zu operieren. Am 19. Januar 1942 torpedierte das U-Boot ein Schiff, das es für eine britische Korvette mit rund 800 t hielt. An diesem Tag sank das britische Hilfskriegsschiff (Trawler) HMS Rosemonde mit 364 t, wobei alle 25 Besatzungsmitglieder starben. Wahrscheinlich handelte es sich um das von U 581 torpedierte Schiff.

## Versenkung
Bei einer nächtlichen Ausspähung des Hafens von Horta wurde das U-Boot entdeckt und anschließend vom britischen Zerstörer Westcott verfolgt. U 581 lief zum südlichen Kanalausgang zwischen Faial und Pico, wurde aber mit ASDIC-Sonar erfasst und tauchte auf. Der britische Zerstörer warf Wasserbomben. Infolge starker Beschädigung durch die Bombardierung und Wassereinbruchs gab der Kommandant der Besatzung den Befehl, das Boot zu verlassen und zu versenken. Das U-Boot sank in den Morgenstunden des 2. Februar 1942. Dabei überlebten 42 Mann der Besatzung, während vier ums Leben kamen. Der erste Wachoffizier Heinrich Ruß äußerte nach 42 Jahren die Vermutung, dass eine über dem untergegangenen U-Boot abgeworfene Wasserbombe die Ursache sein könne, doch wurde dies in anderen Augenzeugenberichten nicht erwähnt. 41 Besatzungsmitglieder wurden von den britischen Zerstörern Westcott und Croome als Kriegsgefangene an Bord genommen.

## Flucht des 2. Wachoffiziers
Der 2. Wachoffizier Leutnant zur See Walter Sitek wollte sich nicht gefangen nehmen lassen und schwamm zur 4 Seemeilen (6 km) entfernten Insel Pico, wofür er über 5 Stunden brauchte. Ein portugiesischer Zerstörer brachte ihn nach Lissabon, von wo er nach Deutschland zurückkehrte. Er wurde bei der Kriegsmarine als Oberleutnant zur See Kommandant von U 981, das er auf zwei Unternehmungen kommandierte, bevor er von Oberleutnant zur See Günther Keller abgelöst wurde.

## Gefangenschaft der U-Boot-Fahrer
Bei der Gefangennahme protestierte Kapitänleutnant Pfeifer, Kommandant von U 581, gegen die seines Erachtens unrechtmäßige Versenkung, da sich das U-Boot zu jenem Zeitpunkt in portugiesischen und damit neutralen Gewässern befunden habe. Der britische Zerstörerkommandant prüfte die Beschwerde und kam zu dem Ergebnis, U 581 sei knapp außerhalb der Drei-Meilen-Zone versenkt worden. Er lehnte Pfeifers Wunsch nach Übergabe der gefangenen Deutschen an die portugiesischen Behörden ab. Tatsächlich fand die Versenkung innerhalb der Drei-Meilen-Zone statt. Das Wrack liegt auf 38°24' Nord, 28°30' West.
Die Gefangenen aus den U-Booten U 581 und U 93 wurden zunächst nach Gibraltar gebracht, erreichten am 7. März 1942 Großbritannien und wurden in London verhört. Im April 1942 wurden sie per Schiff nach Kanada überstellt und Ende 1946 zurück nach England gebracht, um im August 1947 nach Deutschland zurückzukehren.

## Das Wrack heute
Am 13. September 2016 entdeckten Kirsten und Joachim Jakobsen von der auf den Azoren ansässigen Stiftung Rebikoff-Niggeler das Wrack in einer Tiefe von 870 m. Hierzu wurde sowohl Sonartechnik (darunter ein Multibeam-Sonar und ein Sidescan-Sonar) wie auch das bemannte Tauchboot LULA1000 eingesetzt. Für Meeresbiologen ist das Wrack hochinteressant, da Wachstumsgeschwindigkeit und -bedingungen der daran anhaftenden Kaltwasserkorallen studiert werden können.